# ایان اسکات (دوچرخه‌سوار)
ایان اسکات (انگلیسی: Ian Scott؛ ۹ ژانویه ۱۹۱۵ – ۱۵ مهٔ ۱۹۸۰) دوچرخه‌سوار اهل بریتانیا بود.
وی در مسابقات کشوری و بین‌المللی در مجموع برندهٔ ۱ مدال نقره شده‌است.